# Winair
Winair (formeel Windward Islands Airways International N.V.) is de nationale luchtvaartmaatschappij van Sint Maarten. Het werd opgericht in 1961 en heeft zijn hub op het Nederlandse deel van Sint Maarten.

## Samenwerking
Winair werd in 1977 overgenomen door ALM maar bleef onder zijn eigen naam vliegen. Toen de opvolger van ALM failliet dreigde te gaan, werd Winair overgenomen door Holland Exel en zou verdergaan onder de naam WinairExel, maar Exel ging zelf twee jaar later bankroet. De Antillen dragen vervolgens Winair over aan de Bovenwindse Eilanden. Sinds 10 oktober 2010 is Winair eigendom van de landen Sint Maarten (92,05%) en Nederland (7,95%).
Winair vormde tot 24 januari 2024 samen met LIAT en Air Caraïbes de CaribSky Alliance. Nu LIAT haar vluchtuitvoering heeft gestaakt bestaat de alliantie alleen nog uit Winair en het Franse Air Caraïbes. Winair heeft interline-vluchten en maakt gebruik van Twin Otters (19 personen) en ATR 42-500’s (48 personen).
In juli 2017 ging Winair een codeshare-overeenkomst aan met de Nederlandse luchtvaartmaatschappij KLM. Deze werd in 2023 gestaakt, maar een interline-overeenkomst bleef wel behouden.
Eind december 2020, tijdens de coronacrisis, werd de maatschappij gesteund met een hypothecaire lening van 4,5 miljoen dollar van de Nederlandse overheid, deze lening was eind 2023 volledig terugbetaald.
De maatschappij maakte begin 2024 bekend dat het meer wilde samenwerken met grote internationale luchtvaartmaatschappijen om zo te kunnen groeien. Ook een uitbreiding van de vloot ligt op tafel.

## Bestemmingen
Met Sint Maarten als thuisbasis onderhoudt Winair vluchten met alle zes de eilanden in het Koninkrijk der Nederlanden en verder met onder meer Saint-Barthélemy, St Kitts, Dominica, Antigua, Haïti en Tortola.
| Land                   | Stad           | Luchthaven                                        |
| ---------------------- | -------------- | ------------------------------------------------- |
| Antigua en Barbuda     | St. John’s     | V. C. Bird International Airport                  |
| Aruba                  | Oranjestad     | Internationale luchthaven Koningin Beatrix        |
| Bonaire                | Kralendijk     | Bonaire International Airport                     |
| Britse Maagdeneilanden | Tortola        | Terrance B. Lettsome International Airport        |
| Curaçao                | Willemstad     | Curaçao International Airport                     |
| Dominica               | Marigot        | Luchthaven Douglas-Charles                        |
| Haïti                  | Port-au-Prince | Internationale Luchthaven Toussaint Louverture    |
| Martinique             | Fort-de-France | Internationale luchthaven Martinique-Aimé-Césaire |
| Saba                   | Zions Hill     | Juancho E. Yrausquin Airport                      |
| Saint-Barthélemy       | Gustavia       | Luchthaven Rémy de Haenen                         |
| Saint Kitts en Nevis   | Basseterre     | Robert L. Bradshaw International Airport          |
| Sint Eustatius         | Oranjestad     | F.D. Roosevelt Airport                            |
| Sint Maarten           | Philipsburg    | Princess Juliana International Airport            |

## Vloot
De vloot van Winair bestond begin mei 2024 uit de volgende toestellen:
| Type                                 | In dienst | Orders | Passagiers | Opmerkingen |
| ------------------------------------ | --------- | ------ | ---------- | ----------- |
| ATR 42-500                           | 2         | —      | 48         |             |
| De Havilland Canada DHC-6 Twin Otter | 4         | —      | 19         |             |
| Totaal                               | 6         | —      |            |             |

### Interline-overeenkomsten
Winair heeft interline-overeenkomsten met de volgende luchtvaartmaatschappijen:
| Air Caraïbes       | InterCaribbean  |
| Air France         | JetBlue         |
| British Airways    | KLM             |
| Caribbean Airlines | SLM             |
| Corsair            | United Airlines |